# Declamazione

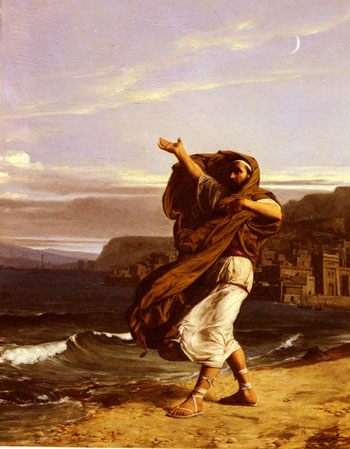
Demostene che si cimenta in un'orazione in un quadro di Jean-Jules-Antoine Lecomte du Nouÿ

La declamazione (dal latino: declamatio) è una forma artistica di comizio davanti al pubblico. È un'orazione drammatica con lo scopo di esprimere, attraverso la voce, l'enfasi e i gesti, il senso più autentico del testo "declamato".

## Storia
Nell'antica Roma, la declamazione era un genere di retorica e un pilastro del sistema di istruzione dell'antica Roma. Era diviso in due sottogeneri, le controversiae, i discorsi di difesa o di azione giudiziaria in casi giudiziari fittizi, e le suasoriae, in cui il relatore dava consigli a un personaggio storico o leggendario su una linea d'azione da seguire. Le declamazioni romane sopravvivono in quattro corpora: le compilazioni di Seneca il Vecchio e Calpurnio Flacco, oltre a due serie di "controversie", le "Declamazioni maggiori" e le "Declamazioni minori", attribuite a Quintiliano.
La declamazione ebbe origine sotto forma di esercizi preliminari per gli studenti greci di retorica: opere della tradizione declamatoria greca sopravvivono in alcune opere come le raccolte di Sopatro e Coricio di Gaza. Delle restanti declamazioni romane la stragrande maggioranza sono "controversie"; è giunto fino a noi un solo libro di suasoriae, all'interno della collezione di Seneca il Vecchio. Le controversiae giunte fino a noi sono costituite da alcuni elementi tipici, e cioè una legge immaginaria, una storia che introduce una situazione giuridica ingarbugliata e una dissertazione di un discorso difensivo preso a modello sull'argomento. Era normale per gli studenti impiegare gli exempla illustrativi della storia e delle leggende romane (come quelle raccolte nel lavoro di Valerio Massimo) per sostenere il loro caso. I punti importanti venivano spesso riassunti attraverso dichiarazioni epigrammatiche concise (sententiae). Temi comuni includevano legami di fedeltà tra padri e figli, eroi e tiranni nella città arcaica e conflitti tra ricchi e poveri.
Come parte critica dell'educazione retorica, l'influenza della declamazione era diffusa nella cultura delle élite romane. Oltre al suo ruolo didattico, è anche attestato come un genere che veniva recitato in pubblico: declamazioni in pubblico furono tenute da personaggi come Plinio il Vecchio, Gaio Asinio Pollione, Gaio Cilnio Mecenate e l'imperatore Augusto. Il poeta Ovidio è ricordato da Seneca il Vecchio come un declamatore molto popolare, e le opere dei satiristi Marziale e Giovenale, così come dello storico Tacito, rivelano sostanziali contaminazioni declamatorie.
Esempi successivi di declamazione si possono rintracciare nell'opera del vescovo e autore del VI secolo d.C. Ennodio Messala.

### Il risveglio classico
Nel XVIII secolo, un "risveglio classico" dell'arte del parlare in pubblico, spesso indicato come "elocuzione", ci fu in Gran Bretagna. Mentre l'elocuzione era più centrata sulla voce - articolazione, dizione e pronuncia - la declamazione era invece più centrata sull'oratoria. Piuttosto che concentrarsi su retorica, o persuasione, i praticanti coinvolti nel movimento erano concentrati sul miglioramento del linguaggio e dei gesti per trasmettere il pieno sentimento del messaggio. Tradizionalmente, i praticanti della declamazione erano membri del clero, o oppure praticavano attività forensi, ma nel XIX secolo la pratica si estese ai luoghi teatrali e riformisti. Inizialmente l'obiettivo era migliorare lo standard della comunicazione orale, poiché alti tassi di analfabetismo rendevano indispensabile per chiese, tribunali e parlamenti fare affidamento sulla parola parlata. Attraverso la modifica dell'inflessione e del fraseggio, insieme alla gestualità, agli oratori veniva insegnato a trasmettere il significato e a persuadere il pubblico, piuttosto che eseguire litanie monotone.
Nel 1841 lo scienziato italiano Luca de Samuele Cagnazzi introdusse il tonografo, un dispositivo da lui inventato in grado di misurare le inflessioni e i toni della voce umana. Era stato pensato per essere impiegato all'interno delle scuole di declamazione e forniva un modo per registrare alcune caratteristiche della voce umana, al fine di fornire ai posteri informazioni sufficienti su come la declamazione veniva eseguita dagli attori del tempo. Nel XVIII secolo, l'Académie des inscriptions et belles-lettres di Parigi aveva tentato senza successo di distinguere tra le più piccole frazioni della scala diatonica e armonica. Il suo segretario perpetuo Charles Pinot Duclos scrisse che Jean-Baptiste Dubos aveva proposto di raccogliere un gruppo di esperti nel campo della musica, al fine di svolgere tale compito, ma l'iniziativa non andò a buon fine (dal momento che non fu utilizzato alcun dispositivo e l'uomo non è in grado di distinguere piccole frazioni delle scale musicali senza un dispositivo adeguato).
Verso la metà del XIX secolo, i protestanti usavano l'"arte della declamazione" per denigrare pubblicamente il vizio e fornire una guida morale. Nelle Americhe, le scuole missionarie si concentrarono sull'insegnamento agli ex-schiavi dell'arte del parlare in pubblico per consentire loro di elevare gli altri della loro razza come insegnanti e ministri. Usare il dramma come strumento di insegnamento, i protestanti speravano di standardizzare la parola parlata, creando nel contempo un senso di orgoglio nazionale. Studi e rappresentazioni fiorirono in America Latina e in particolare nelle comunità afroamericane e afrocaraibiche dei primi decenni del XX secolo. Coloro che leggevano le orazioni tentavano di interpretarle per trasmettere al pubblico le emozioni e i sentimenti dietro le parole dello scrittore, piuttosto che semplicemente recitarle. Nel ventesimo secolo, tra i praticanti neri, gli argomenti erano incentrati sull'ironia della loro vita in un mondo post schiavista; riconoscevano di aver guadagnato la libertà ma erano ancora soggiogati dalla discriminazione razziale. Le rappresentazioni prevedevano l'uso di ritmi di danza e musica africana frammisti al dialetto locale, e assumevano spesso la forma di una protesta sociale.

### Approfondimenti
- Amato, Eugenio, Francesco Citti, and Bart Huelsenbeck, eds. 2015. Law and Ethics in Greek and Roman Declamation. Berlin: DeGruyter.
- Bernstein, N. 2009. "Adoptees and Exposed Children in Roman Declamation: Commodification, Luxury, and the Threat of Violence." Classical Philology 104.3: 331-353.
- Bernstein, Neil W. 2013. Ethics, Identity, and Community in Later Roman Declamation. Oxford: Oxford Univ. Press.
- Bloomer, W. Martin. 2011. The School of Rome: Latin Studies and the Origins of Liberal Education. Berkeley: Univ. of California Press.
- Braund, Susanna Morton. 1997. "Declamation and Contestation in Satire." In Roman Eloquence: Rhetoric in Society and Literature. Edited by W. J. Dominik, 147–165. New York: Routledge.
- Dominik, William J., and Jon Hall. 2010. A Companion to Roman Rhetoric. Malden, MA: Wiley-Blackwell.
- Frier, Bruce W. 1994. "Why did the Jurists Change Roman Law? Bees and Lawyers Revisited." Index 22: 135–149.
- Gunderson, Erik. 2003. Declamation, Paternity, and Roman Identity: Authority and the Rhetorical Self. Cambridge, UK: Cambridge Univ. Press.
- Imber, Margaret A. 2001. "Practised Speech: Oral and Written Conventions in Roman Declamation." In Speaking Volumes: Morality and Literacy in the Greek and Roman World. Edited by Janet Watson, 199-216. Leiden: Brill.
- Kaster, Robert A. 2001. "Controlling Reason: Declamation in Rhetorical Education." In Education in Greek and Roman Antiquity. Edited by Yun Lee Too, 317-337. Leiden: Brill.
- Kennedy, George A. 1994. A New History of Classical Rhetoric. Princeton, NJ: Princeton Univ. Press.
- Porter, Stanley E. 1997. Handbook of Classical Rhetoric In the Hellenistic Period, 330 B.C.- A.D. 400. Leiden: Brill.
- Russell, D. A. 1983. Greek Declamation. Cambridge: Cambridge University Press.
- Walker, Jeffrey. 2011. The Genuine Teachers of this Art: Rhetorical Education in Antiquity. Columbia: Univ. of South Carolina Press.
- Winterbottom, Michael. 1983. "Schoolroom and Courtroom." In Rhetoric Revalued: Papers from the International Society for the History of Rhetoric. Edited by Brian Vickers, 59-70. Binghamton, N.Y.: Center for Medieval and Early Renaissance Studies.